# Róża jabłkowata

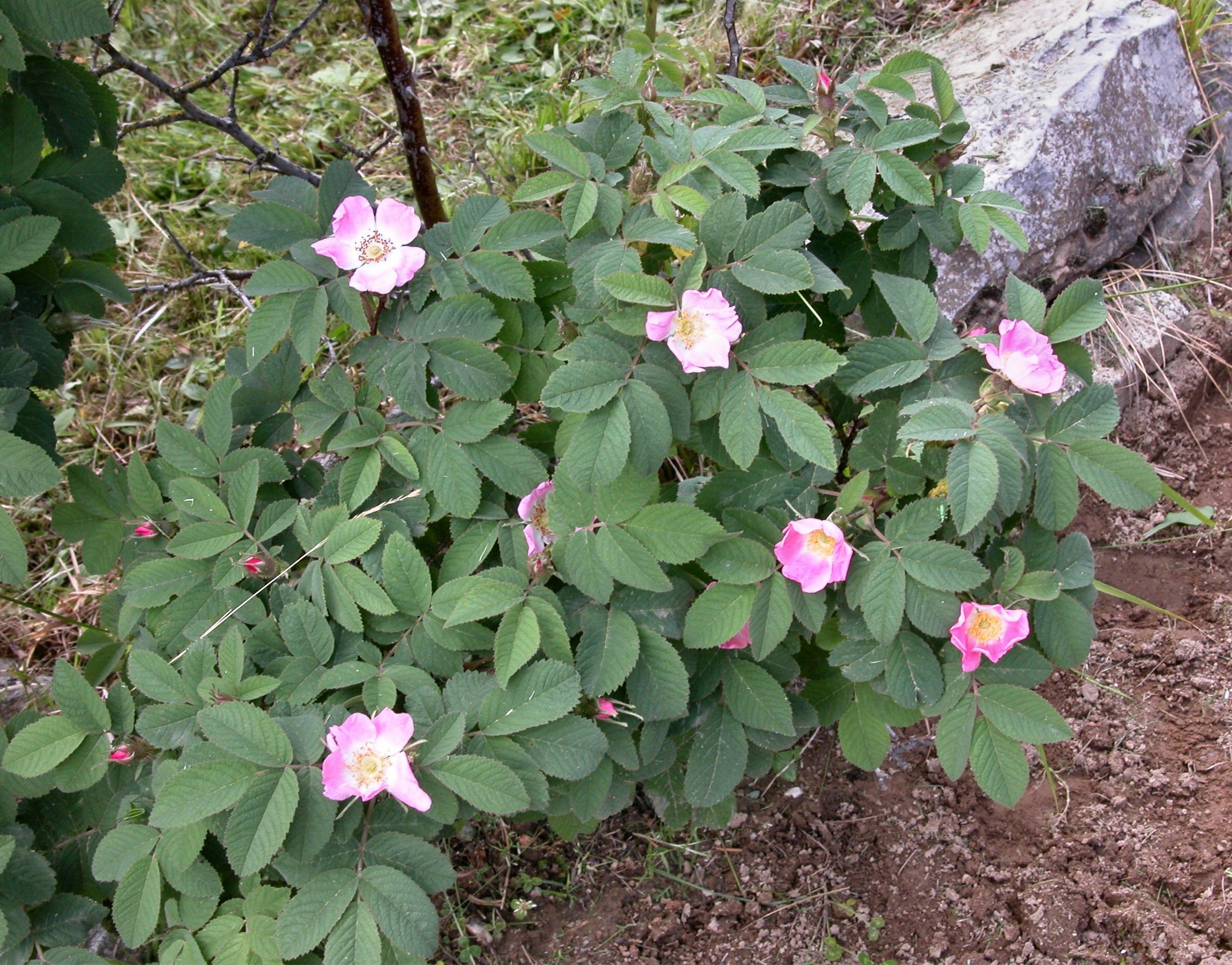
Pokrój

Róża jabłkowata (Rosa villosa L.) – gatunek krzewu należący do rodziny różowatych. Występuje na obszarach prawie całej Europy oraz na Bliskim Wschodzie (Turcja, Zakaukazie, Iran). W Polsce występuje głównie w północnej części kraju. Dawniej była uprawiana i zdziczała. Status gatunku we florze Polski: kenofit. Jest rośliną dość rzadką.

## Morfologia
PędyWyprostowane, proste, o wysokości do 2 m, tworzą gęste kępy. Mają proste kolce nagle rozszerzające się przy nasadzie.
LiścieSą złożone z 5–7 jajowato-eliptycznych listków. Listki eliptyczne, sinozielone, zazwyczaj z obu stron owłosione i ogruczolone (zwłaszcza pod spodem). Po roztarciu wydzielają charakterystyczny zapach terpentyny. Brzegi listków ząbkowane, przy czym ząbki są ogruczolone i skierowane do przodu. Przylistki mają proste, lub zagięte do środka koniuszki.
KwiatyWyrastają na krótkich szypułkach pokrytych gruczołkami na trzoneczkach. Kwiaty pięciopłatkowe, pojedyncze, ciemnoróżowe. Dno kwiatowe kuliste i gęsto pokryte kolczastymi szczecinkami. Działki kielicha po przekwitnięciu kwiatów wzniesione do góry.
OwoceCzerwone, owalne do kulistych, duże 3–5 cm. Po dojrzeniu są kwaśne.

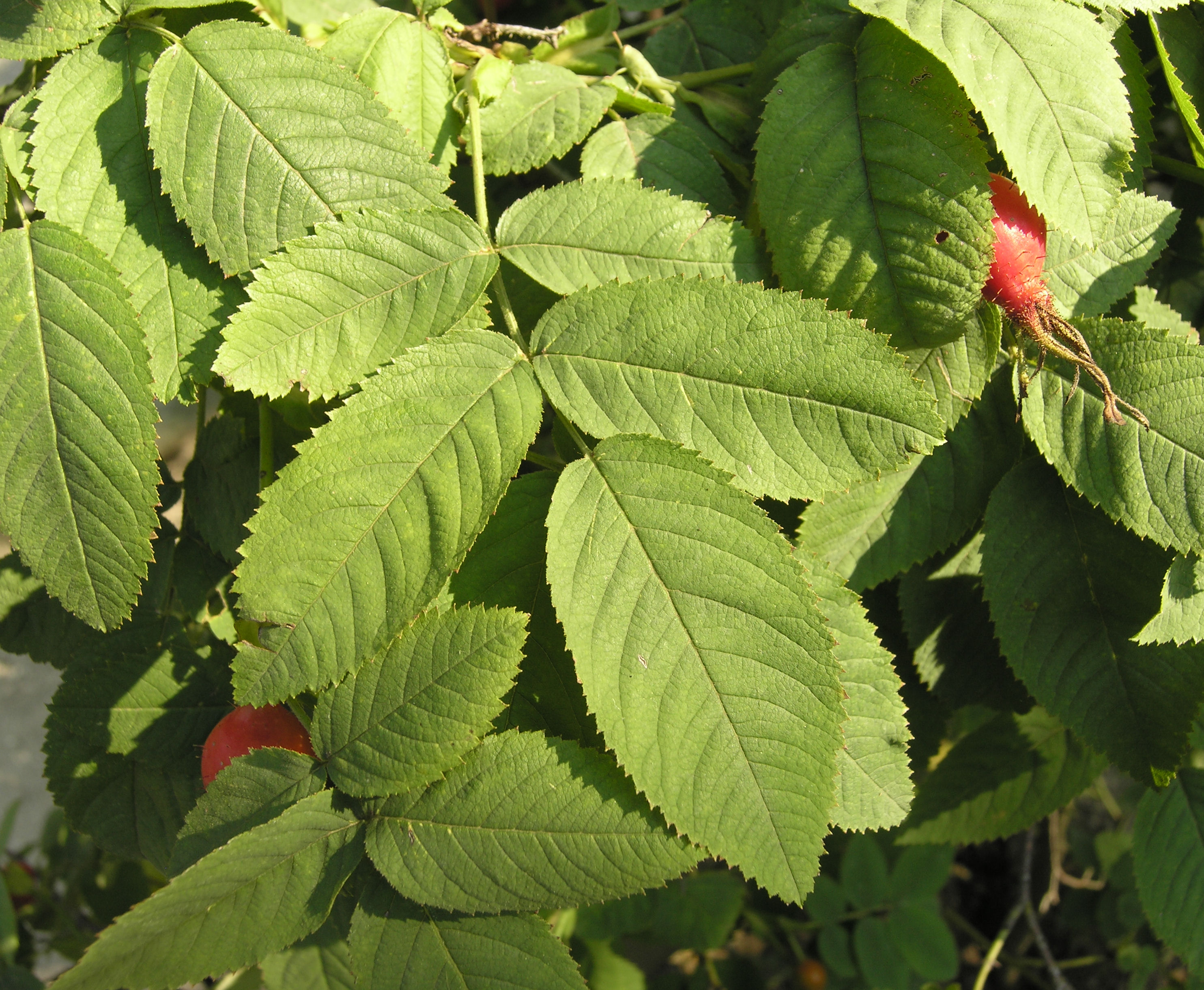
Liść
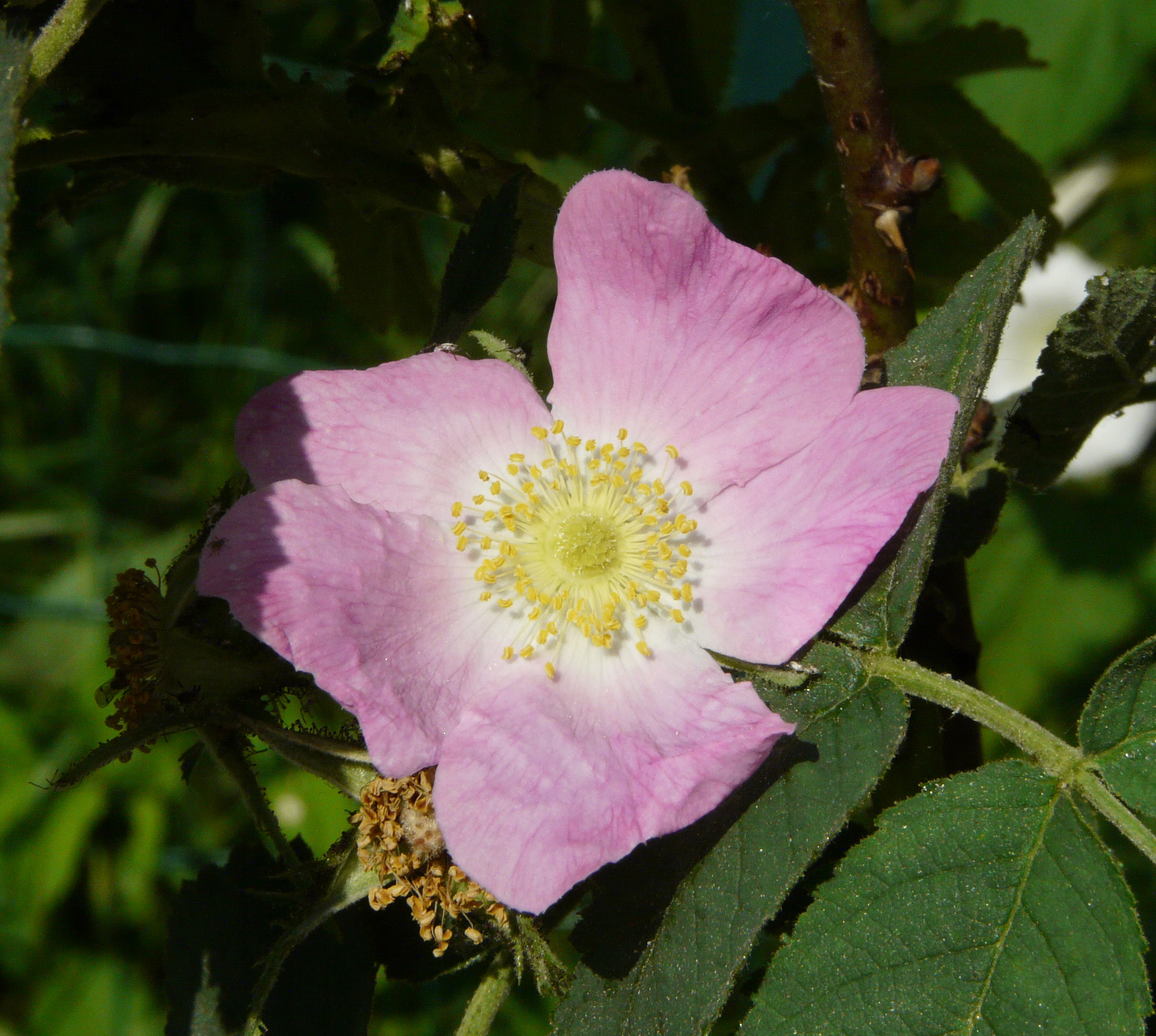
Kwiat
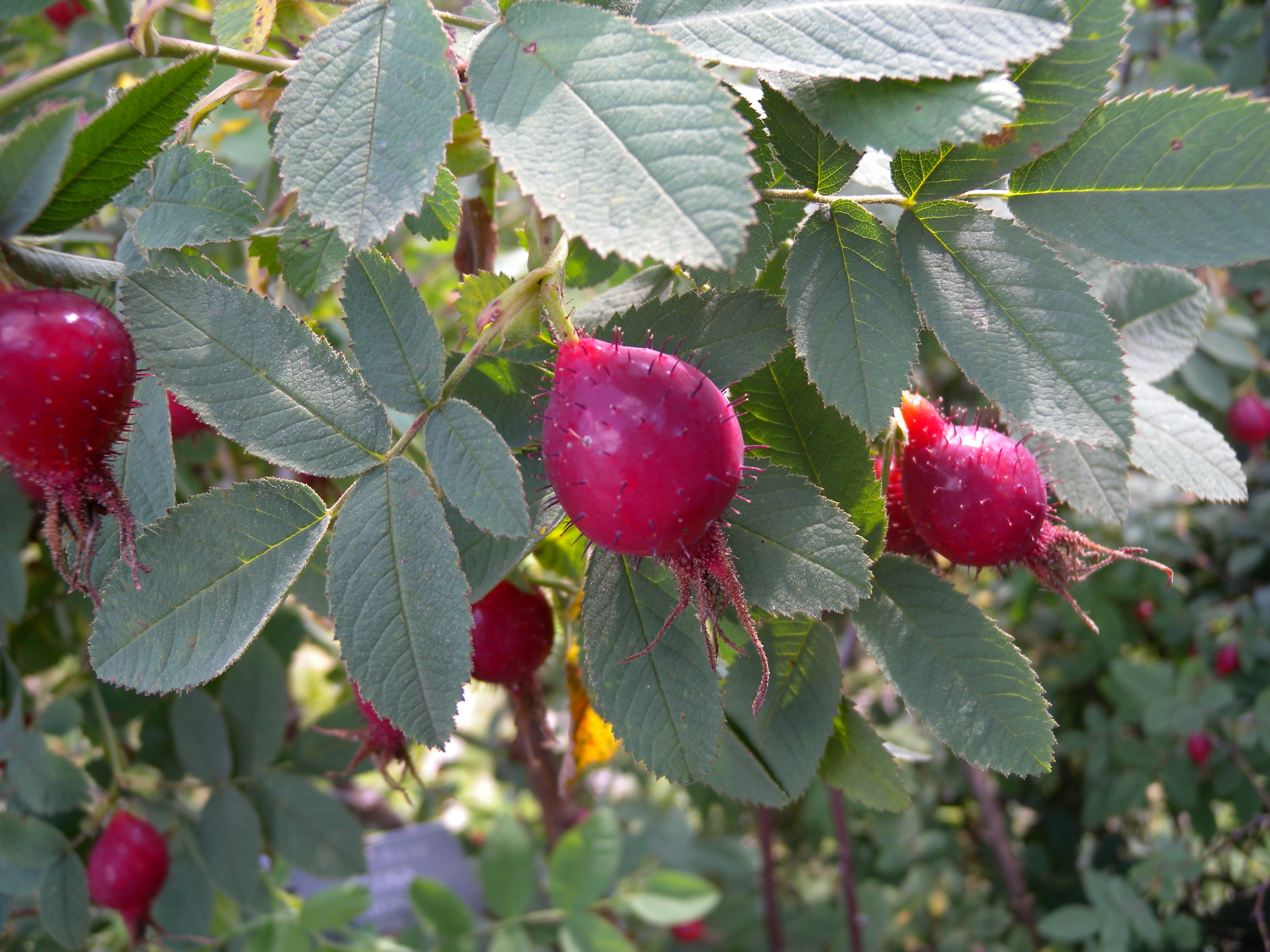
Owoce pozorne

## Biologia i ekologia
Nanofanerofit. Siedlisko: obrzeża lasów, zarośla, suche zbocza. Kwitnie od czerwca do lipca.

## Zmienność
- Tworzy mieszańce z różą alpejską, r. dziką, r. gęstokolczastą[4].
- Z krzyżówek z różą jabłkowatą powstały między innymi: Rosa villosa var. rose clair i Rosa villosa var. recondita rose.